# Enrico Rastelli
Enrico Rastelli (né en 1896 en Russie et décédé en 1931 en Italie) est un jongleur d’origine italienne.

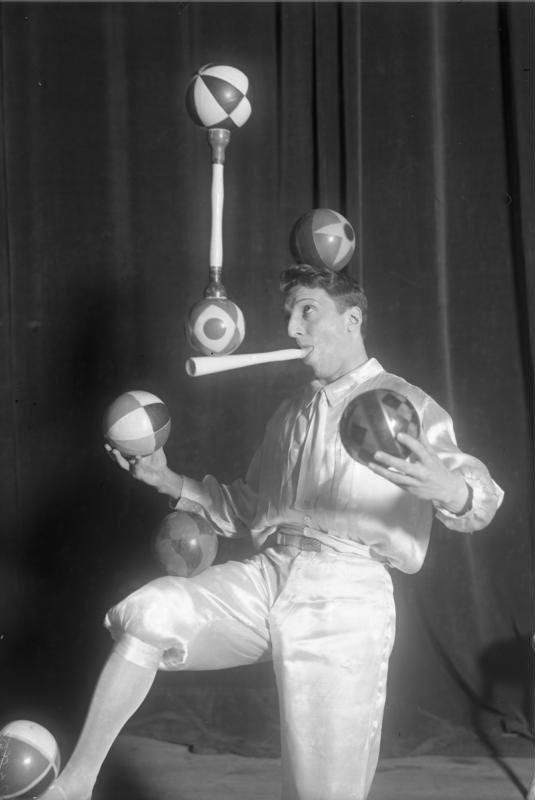

Il est reconnu comme l’un des meilleurs jongleurs de tous les temps. Il est connu pour avoir jonglé à 10 balles (mais jamais 9)[réf. nécessaire], 8 bâtons (petites massues) et 8 assiettes. Il est aussi l’un des premiers jongleurs à utiliser un ballon de football et de grosses balles en plastique pour ses équilibres.
Il a été, après sa rencontre avec Oskar Schlemmer en 1924, l'un des interprètes favoris du Bauhaus. Ses exercices d'échauffement devinrent la pratique habituelle de l'atelier de théâtre de cette institution.